# Wulfila spatulatus
Wulfila spatulatus is een spinnensoort in de taxonomische indeling van de buisspinnen (Anyphaenidae).
Het dier behoort tot het geslacht Wulfila. De wetenschappelijke naam van de soort werd voor het eerst geldig gepubliceerd in 1900 door Frederick Octavius Pickard-Cambridge.